# Arteria pancreatoduodenal superior posterior
La arteria pancreatoduodenal superior posterior o pancreaticoduodenal superior posterior o pancreaticoduodenal posterosuperior es una arteria que se origina en la arteria gastroduodenal.

## Ramas
Emite las siguientes ramas, recogidas en la Terminología Anatómica:
A12.2.12.019 Ramas pancreáticas de la arteria pancreaticoduodenal superior posterior (rami pancreatici arteriae pancreaticoduodenalis superioris posterioris).
A12.2.12.020 Ramas duodenales de la arteria pancreaticoduodenal superior posterior (rami duodenales arteriae pancreaticoduodenalis superioris posterioris).

## Distribución
Se distribuye hacia el páncreas y el duodeno.